# Puente Baluarte Bicentenario
El puente Baluarte Bicentenario es un puente atirantado localizado en la Sierra Madre Occidental en los límites de los estados de Durango y Sinaloa, sobre la Autopista Durango-Mazatlán, en México. Fue de 2012 a 2016 el puente atirantado más alto del mundo, por lo que recibió el reconocimiento Récord Guinness. Tiene una longitud de 1124 m, ancho de 20 m, un vano de 520 m y una altura sobre el río Baluarte de 402,57 m.
La construcción de la obra, a cargo de la Secretaría de Comunicaciones y Transportes, inició el 21 de febrero de 2008. Fue inaugurado el 5 de enero de 2012, aunque tomó más de un año para que estuviera abierto al público.

## Antecedentes

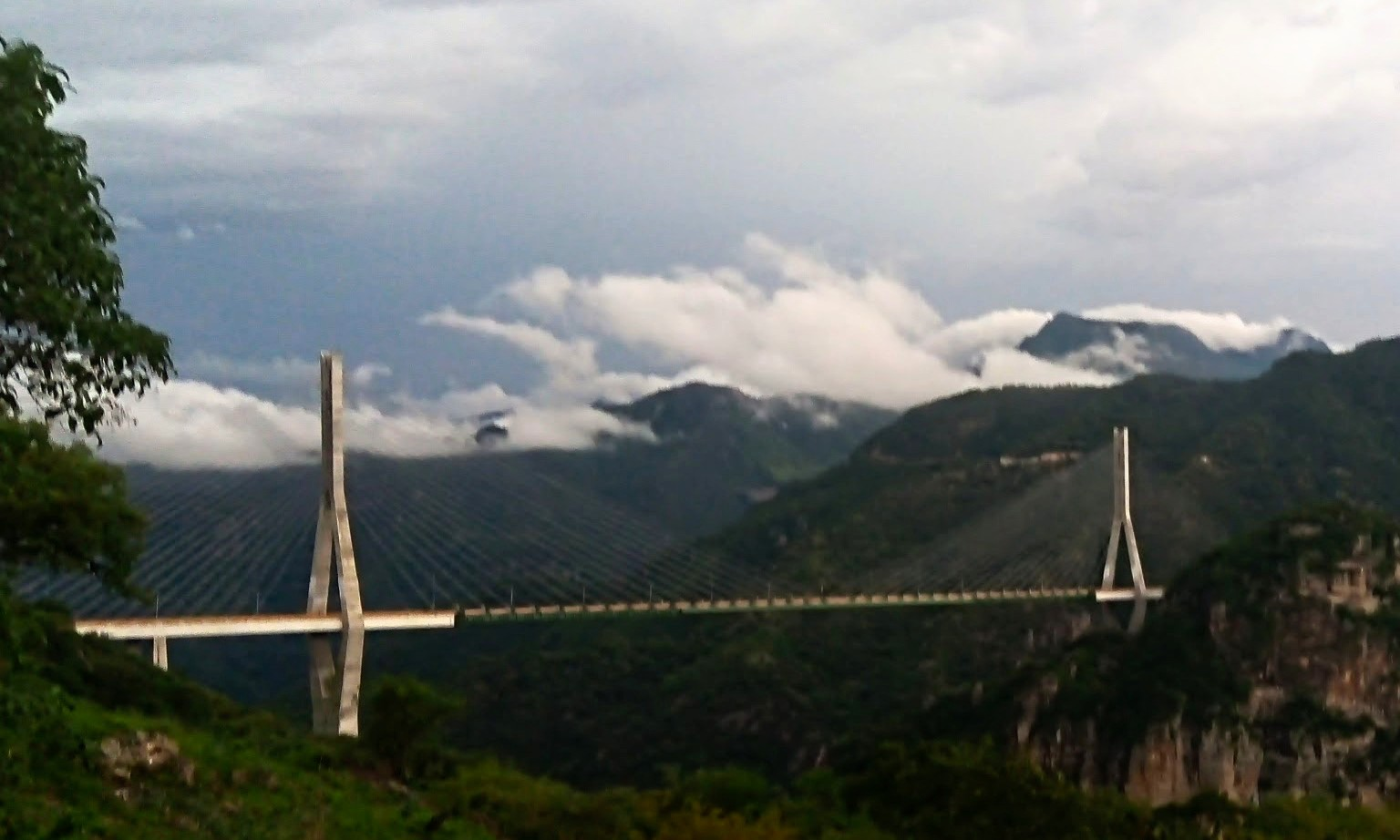
Puente Baluarte en 2021.

Históricamente aún se había dado una cierta carencia de conexiones de oriente a poniente del territorio que, en contraste con la comunicación norte-sur, manifestaba un rezago importante ya que de los catorce ejes troncales con que se cuentan en toda la nación, solo seis realizaban la conexión de este a oeste. Por ello, al atender el déficit de vías de comunicación que conectan al océano Pacífico con el norte y el golfo de México, se aceptó la iniciativa de construir el puente atirantado Baluarte (posteriormente renombrado Baluarte Bicentenario), el cual, está dentro de la súper carretera Durango-Mazatlán como parte del corredor carretero número 5, con lo cual se benefician adicionalmente ciudades como Monterrey, Gómez Palacio y Torreón; es decir, gran parte de la región noroeste del país, el viaje se hace ahora en dos horas y media representando un ahorro de tres horas y media de tiempo de viaje en un recorrido que anteriormente se hacía en seis horas.

## Estructura
El puente es de cuatro carriles, de 20 m de ancho por 1124 m de largo. Es soportado a 402,57 m sobre el río Baluarte por 12 pilares, de los cuales dos de ellos son torres de alta tensión. Cada una de las dos torres mide 18 por 8,56 m en su base, se ensancha en el centro para llevar a la calzada antes estrechándose hacia arriba a 8 por 4,10 m de ancho en su parte superior; el punto más alto, P5, es de 169 m de alto. 76 cables de acero pasan por encima de monturas en las torres de alta tensión para formar 152 tirantes en un segundo plano diseño semi-fan. El muelle más alto intermedio, P9, es de 148 m de alto.
Su sección transversal es de 16 m de ancho de calzada para cuatro carriles, 122 tirantes y en total cuenta con una longitud de 1124 m que permitirán circular a 110 km/h albergando un promedio de 2000 vehículos por día que transitan por una pendiente longitudinal menor al 5%.
Su estructura cuenta con doce apoyos principales y un total de once claros que conforman dos segmentos estructurales, el primero de acero con 432 m y otro más de concreto con 692 m. Dentro de estos números que dan cierta referencia a la complejidad de la obra destacan las dimensiones máximas de las zapatas construidas: 18x30 m, el sistema de tirantes en abanico integrado por 152 piezas, la longitud máxima de éstos con 280 m y el número de torones por tirantes siendo un mínimo de 20 y máximo de 40, así como el total de concreto premezclado utilizado aproximado a 65,400 m³, 3,886 m³ de concreto lanzado y 17 mil toneladas de acero (grado 50, de refuerzo.) para obtener así el estribo, las nueve pilas y los dos pilones principales.
El ingeniero Núñez señala que el grado de complejidad de esta obra, dada la orografía del lugar, exigía una logística previa resuelta a exactitud por especialistas, con lo cual se obtuvo un panorama de los acontecimientos, necesidades o sucesos inesperados que pudieran surgir en el lugar y que exigían que el proyecto se integrara por parámetros cercanos a una realidad del contexto. A la par de estas consideraciones se debió desarrollar la infraestructura necesaria que garantizara la ejecución adecuada en tiempo y forma para no generar bloqueos o tiempos muertos entre los procesos constructivos. Lo anterior, obligó a construir un camino de acceso de 22 km, la identificación de brechas de acuerdo a la topografía del terreno, un minucioso estudio de rutas, volumetría del proyecto, plan de ataque de los frentes de trabajo como terracería, drenaje, revestimiento e instalaciones elementales para cubrir las necesidades del personal que participaría en todas las actividades de construcción. Por lo anterior fueron creados campamentos, oficinas, talleres, dormitorios, comedores, enfermerías, plantas de tratamiento de aguas negras y jabonosas, canchas de fútbol, estacionamiento, almacenes, subestación eléctrica para 1,100 personas que integrarían el grueso de las cuadrillas de obreros, ingenieros, especialistas, médicos y supervisores involucrados en el proyecto. De esta forma el consorcio encabezado por TRADECO da una respuesta contundente a la responsabilidad que le delegó la Secretaría de Comunicaciones y Transportes (SCT) en 2007 cuando le adjudicó el contrato para realizar la obra por 1,280 mdp.
Cruza un barranco en la Sierra Madre Occidental, con una altura de 390 m debajo de la cubierta, sustancialmente más alto que la Torre Eiffel. Es 120 m más alto que el viaducto Millau, anterior poseedor del récord. El vano central del puente, de 520 m, es también el más largo de América del Norte, 37 m más largo que el del puente John James Audubon en St. Francisville, Luisiana, Estados Unidos, y el segundo más alto del mundo por detrás del puente del río Sidu, en China.

## Datos de interés
- Nombre de obra: Puente Baluarte Bicentenario
- Ubicación: Durango-Sinaloa km 157+400
- Construcción: Tradeco, Idinsa, Corey, VSL
- Director del proyecto: Jorge Enrique Vega Ríos
- Encargado de la obra: Ramiro Álvarez López
- Volumen utilizado: 65 400 m³
- Hormigón lanzado: 3886 m³
- Pendiente longitudinal: 5 %
- Sección transversal: 16 m
- Aforo vehicular: 3000 vehículos diarios

### El molde perfecto
Un tema relevante vinculado al concreto y la exitosa realización del proyecto con este material es el de las cimbras empleadas. La participación de PERI en esta obra es destacada. El proyecto, como se ha dicho se compone por dos pilas, cada una a su vez se integra por dos columnas, una izquierda y una derecha. La solución en todas las pilas recayó en el uso del sistema de cimbra para muro VARIO. El 90 % de la cimbra son paneles estándar y el 10 % paneles especiales los cuales se fabricaron para las esquinas interiores.
El trepado de cimbra en las columnas se realizó satisfactoriamente mediante consolas de trepa CB 240 en el exterior y con plataformas BR en el interior. El panel VARIO de 5,10 m de alto, se ha diseñado con sólo cuatro correas SRZ en altura, siendo resistente a una presión de colado de 50 kn/m², con una velocidad de colado de 2 m/h. Por otro lado, el tablero de contacto utilizado es el PERI Fin Ply, el cual no solo proporcionó un acabado totalmente aparente sino que también permitió entre 50 y 70 puestas. En cada una de las columnas la altura de colado es de aproximadamente de 4,35 m, con un arranque variable. El número de colados máximo realizado fue de 65 en la pila n° 9, 33 puestas en la columna izquierda y 32 puestas para la columna derecha, siendo la pila más alta con 145 metros de altura.
En el caso de la riostra, el elemento que conecta las columnas y en todos los casos mide 4 m de alto, sus caras laterales se han resuelto con cimbra TRIO mientras que la base con el andamio PERI UP Rosett, mismo que soporta una carga aproximada de 42 kn por pata, bajo la riostra los largueros transversales son de 25 cm para cortar el claro e incrementar la capacidad de carga. Incluso las vigas GT 24 se colocan a una distancia máxima de 20 cm para evitar deformación del tablero. Y en el sentido longitudinal se colocaron diagonales de carga UBS para reforzar aún más la estructura con base 1,5x1,5 m. El andamio en el segundo nivel se apoya sobre la riostra ya ejecutada y sobre perfiles de acero. La altura libre entre riostras es de 13,5 m y su cantidad total varía dependiendo la altura del elemento principal.

## Galería

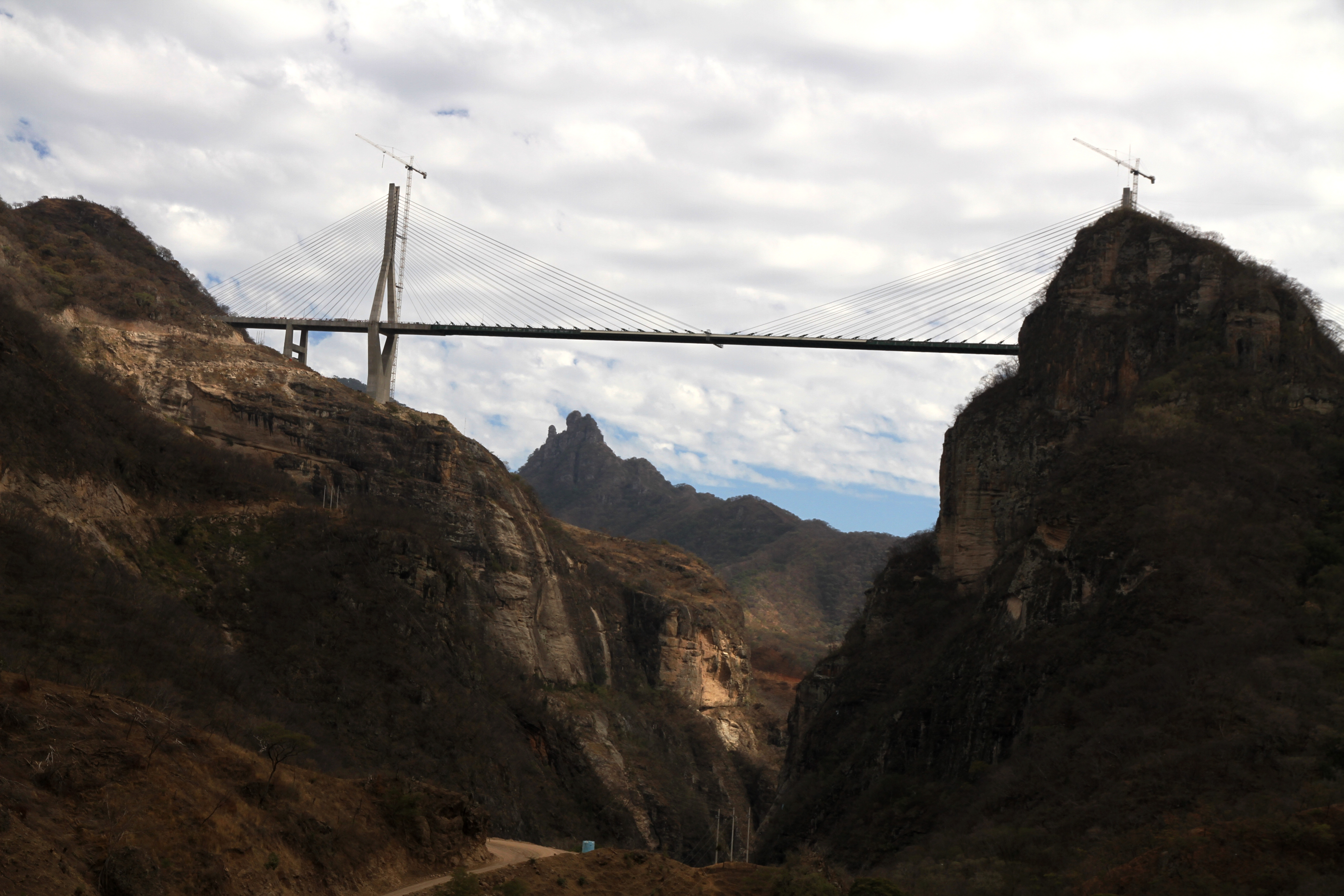
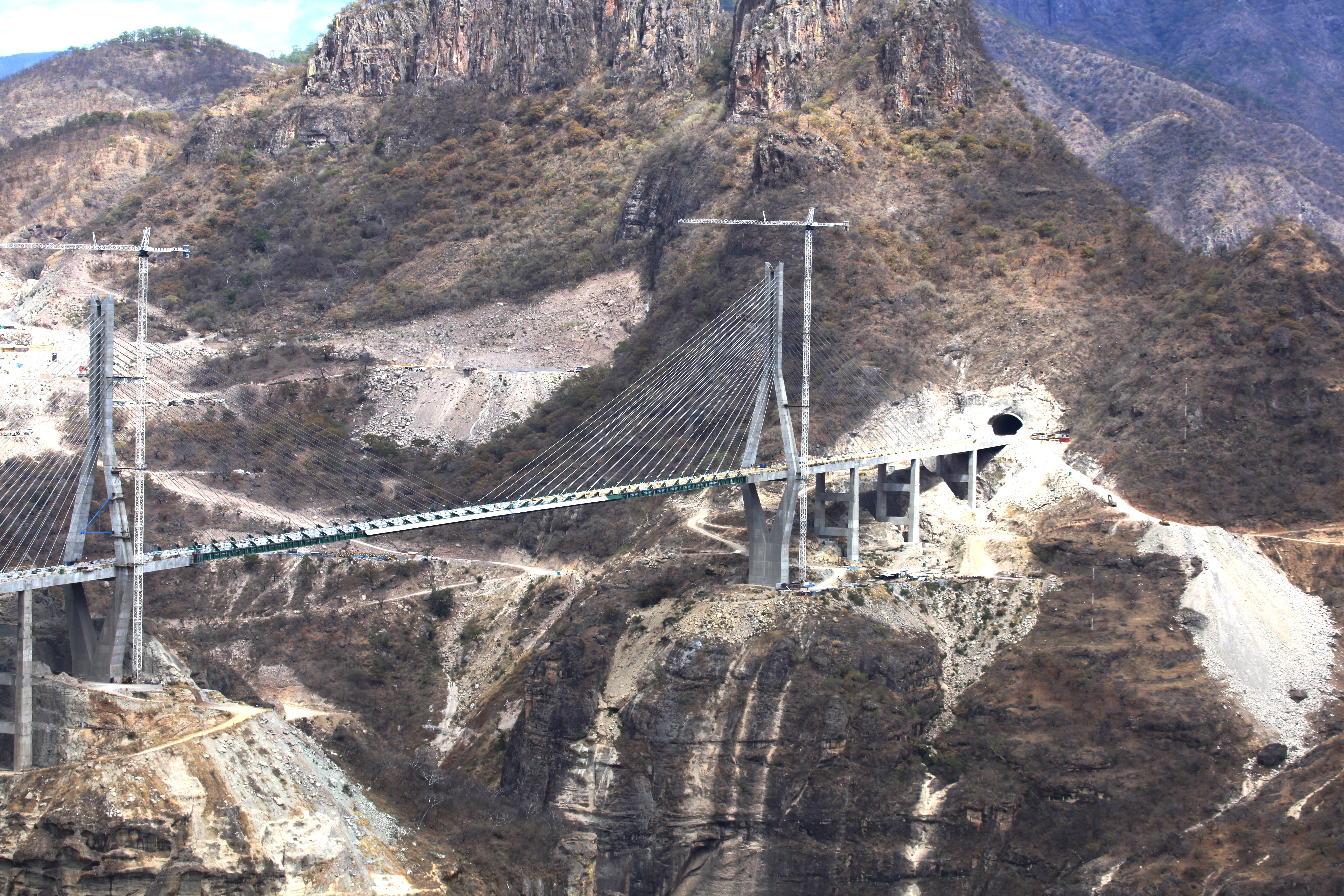
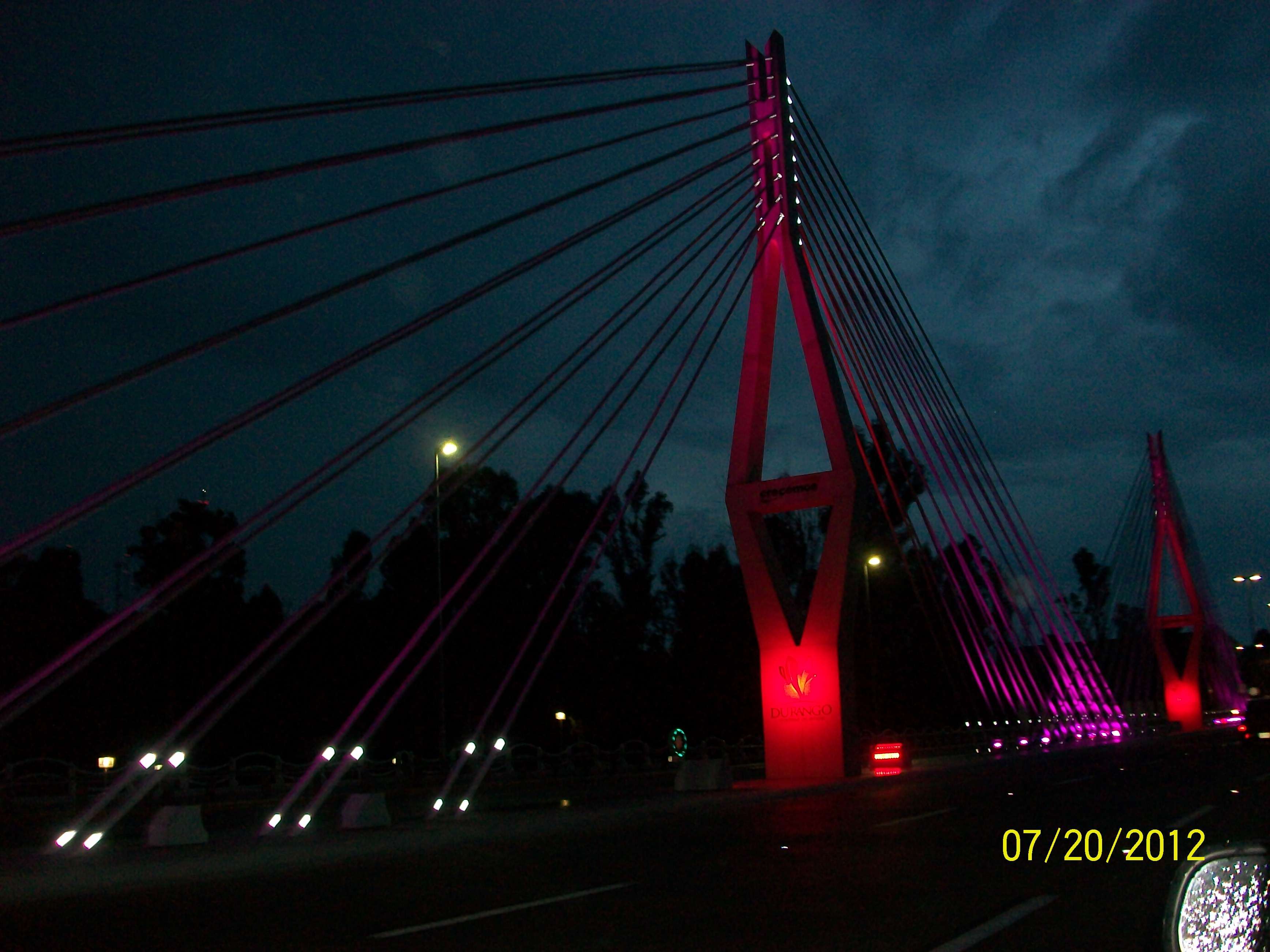
Réplica del Puente Baluarte en Victoria de Durango